# Corallium porcellanum
Corallium porcellanum is een zachte koraalsoort uit de familie Coralliidae. De koraalsoort komt uit het geslacht Corallium. Corallium porcellanum werd in 1981 voor het eerst wetenschappelijk beschreven door Pasternak. 